# Ángeles Montolio
Ángeles Montolio (Barcellona, 6 agosto 1975) è un'ex tennista spagnola.

## Biografia
Diventò professionista all'età di 15 anni. Nel 1999 giunse in finale alle Internazionali Femminili di Palermo perdendo contro Anastasija Myskina.
Vinse l'Estoril Open 2001 sconfiggendo in finale Elena Bovina con il punteggio di 3–6, 6–3, 6–2. Altro titolo da lei vinto quello del Croatian Bol Ladies Open 2001 battendo in finale con il risultato di 3–6, 6–2, 6–4 Mariana Díaz Oliva. Sempre nel 2001 giunse al terzo turno al Torneo di Wimbledon perdendo contro Kim Clijsters.
Nel ranking raggiunse la 22ª posizione il 25 febbraio del 2002. Nel 2002 vinse il Porto Open battendo in finale Magüi Serna con un punteggio di 6–1, 2–6, 7–5.
In Fed Cup disputò tre match, con un bilancio di due vittorie e una sconfitta.

## Statistiche

### Risultati in progressione
| Sigla | Risultato               |
| ----- | ----------------------- |
| V     | Vincitore               |
| F     | Finalista               |
| SF    | Semifinalista           |
| O     | Oro olimpico            |
| A     | Argento olimpico        |
| SF    | Bronzo olimpico         |
| QF    | Quarti di Finale        |
| 4T    | Quarto turno            |
| 3T    | Terzo turno             |
| 2T    | Secondo turno           |
| 1T    | Primo turno             |
| RR    | Round Robin             |
| LQ    | Turno di qualificazione |
| A     | Assente                 |
| ND    | Non disputato           |

| Legenda superfici    |
| -------------------- |
| Cemento              |
| Terra battuta        |
| Erba                 |
| Superficie variabile |

#### Singolare nei tornei del Grande Slam
| Torneo          | 1994 | 1995 | 1996 | 1997 | 1998 | 1999 | 2000 | 2001 | 2002 | 2003 |
| --------------- | ---- | ---- | ---- | ---- | ---- | ---- | ---- | ---- | ---- | ---- |
| Australian Open | A    | 1T   | A    | 1T   | A    | A    | 2T   | 1T   | 1T   | A    |
| Open di Francia | 1T   | A    | 1T   | 1T   | A    | A    | 2T   | 2T   | 1T   | A    |
| Wimbledon       | A    | A    | 1T   | A    | A    | A    | 1T   | 3T   | 1T   | A    |
| US Open         | 1T   | A    | 1T   | A    | A    | 3T   | 1T   | 3T   | 1T   | A    |

#### Doppio nei tornei del Grande Slam
| Torneo          | 1994 | 1995 | 1996 | 1997 | 1998 | 1999 | 2000 | 2001 | 2002 | 2003 |
| --------------- | ---- | ---- | ---- | ---- | ---- | ---- | ---- | ---- | ---- | ---- |
| Australian Open | A    | A    | A    | 2T   | A    | A    | A    | A    | A    | A    |
| Open di Francia | A    | A    | A    | A    | A    | A    | A    | A    | A    | A    |
| Wimbledon       | A    | A    | A    | A    | A    | A    | A    | A    | A    | A    |
| US Open         | A    | A    | A    | A    | A    | A    | A    | A    | A    | A    |

#### Doppio misto nei tornei del Grande Slam
Nessuna partecipazione